# Битва при Гакадалі
Битва при Гакадалі — перша битва в розповіді Сноррі про об'єднання Норвегії Гаральдом Прекрасноволосим в сазі його імені. Сам Гаральд на момент битви ще був малолітнім.

## Перебіг подій

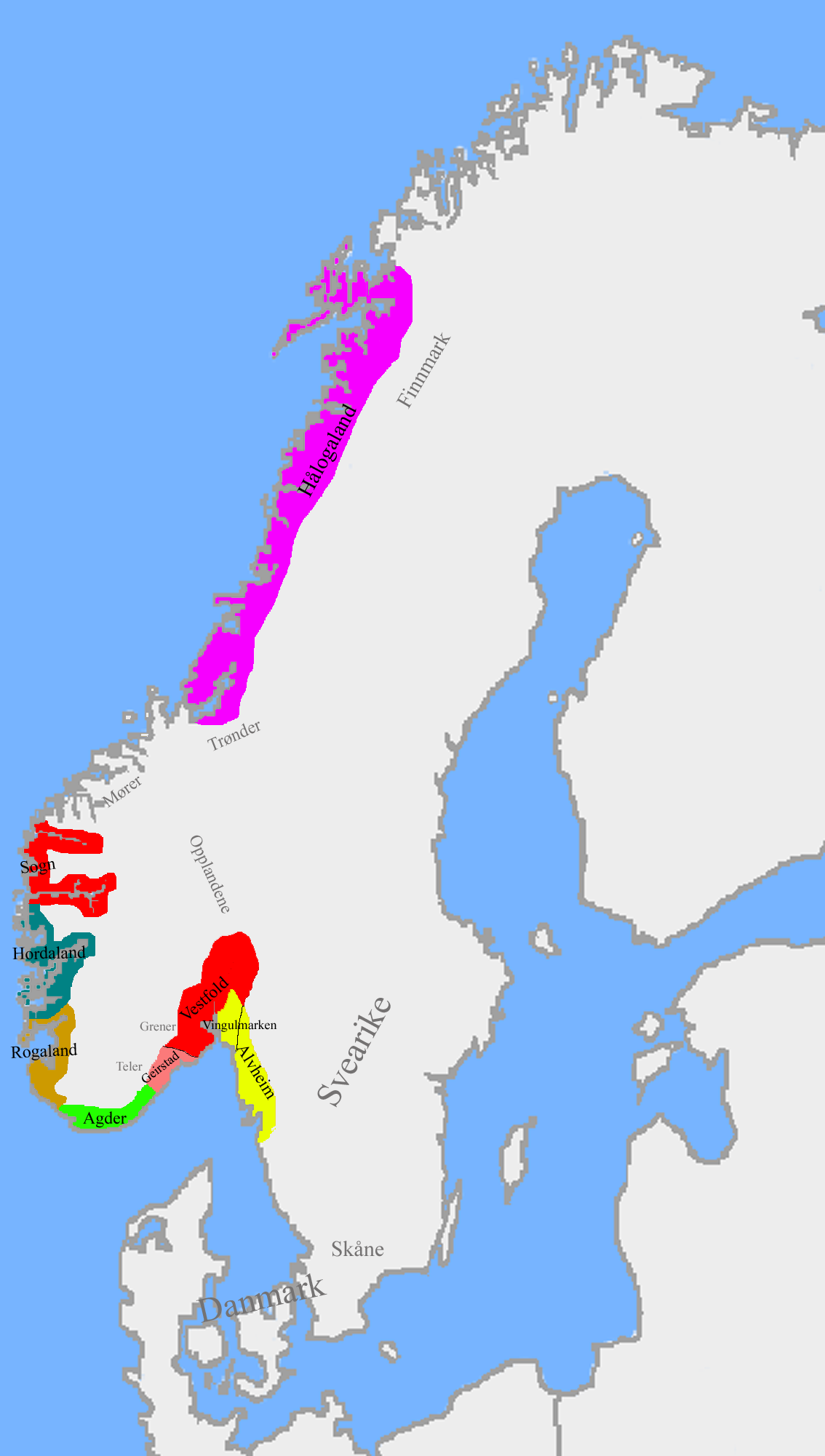
В південно-східній частині мапи можна побачити Вестфолл і Альвгейм за Вінґулмарком

«Коло земне» в «Сазі про Гаральда Прекрасноволосого», яка є основним джерелом, розповідає, що коли помер конунг Гальвдан Чорний, Гаральд був ще десятирічним. Володарі навколишніх держав спробували скористатися слабкістю малого конунга. У той час як кілька ярлів з Оппланна збирали сили на півночі, конунг Ґандальв Альвґейрсон з Альвгейма був першим, хто вдарив по Вестфоллу. Він розділив свою армію на дві частини: одна сила на чолі з його сином Гаке повинна була наступати на суші, а інша, на чолі з Ґандальвом, мала перетнути море та атакувати Вестфолл з тилу.
Почувши про наближення ворожої армії, регент Гаральда, його дядько Ґутторм, швидко зібрав армію та рушив назустріч тій армії, яка наступала по суші. Гаке Ґандальвсон вирушив по Вестфоллу з трьома сотнями людей. Він пішов верхньою дорогою через декілька долин, сподіваючись застати ворога зненацька. Ґандальв тим часом очікував на протилежному до Вестфолла фйорді. Ґутторм збагнув ситуацію і вирішив зустріти Гаке біля долин. Сага згадує, що поряд був і сам конунг Гаральд. Оборонці знищили ворожу армію, з нею загинув і Гаке, про втрати Вестфоллу сага замовчує. Долина, де вони воювали, за одній з двох версій, пізніше отримала саме його ім'я (норв. Hakadal — dal перекладається як «долина»).
Після битви з сином Ґутторм швидко повернув свої сили проти армії батька, яка тим часом висадилася південніше. Ґутторм змусив ворога відступити та знищив більшу частину його армії в жорстокій битві, в якій Ґандальв втратив більшу частину армії. З цієї причини коректніше говорити про серію битв, але більшість обставин битви з Ґандальвом замовчуються.
Оскільки cага про Гаральда Прекрасноволосого є єдиним письмовим джерелом по цим подіям, а загальна історична достовірність джерел Сноррі часто ставиться під сумнів, підтвердити або відкинути свідчення не представляється можливим.